# Шестопалов, Николай Михайлович
Николай Михайлович Шестопалов (16 января 1896 года, Воронеж — 12 июля 1941 года, район Шяуляя) — советский военачальник, генерал-майор (4 июня 1940 года).

## Начальная биография
Николай Михайлович Шестопалов родился 16 января 1896 года в Воронеже.

## Военная служба

### Первая мировая и гражданская войны
В августе 1915 года был призван в ряды Русской императорской армии и направлен в 4-й запасной кавалерийский полк, дислоцированный в городе Лиски (Воронежская губерния), где служил рядовым и отделенным командиром. После окончания учебной команды при том же полку в июне 1916 года в чине младшего унтер-офицера направлен в Новоархангельский 16-й уланский полк, после чего принимал участие в боевых действиях на Юго-Западном фронте.
В феврале 1918 года вступил в ряды РККА, после чего назначен на должность командира взвода в составе отряда особого назначения Воронежской ЧК, находясь на которой, с июля по сентябрь того же года принимал участие в боевых действиях против войск под командованием генерала Иванова в районе городов Бутурлиновка и Бобров. С ноября того же года служил на должностях помощника командира и командира эскадрона в составе кавалерийского дивизиона кавалерийского полка Воронежской ЧК, преобразованного вскоре в 10-й стрелковый полк. В составе полка принимал участие в боевых действиях против войск под командованием генерала А. И. Деникина в районах Старобельска и Луганска. С мая 1919 года служил оперативным комиссаром и исполняющим должность заведующего секретным оперативным отделом Воронежской ЧК и принимал участие в ходе освобождения Воронежа от войск под командованием А. И. Деникина.
В июне 1920 года с маршевым эскадроном направлен на Южный фронт, где был назначен на должность командира эскадрона в составе 1-ю отдельной стрелковой бригады (2-я особая армия), после чего принимал участие в боевых действиях против вооруженных формирований под командованием Н. И. Махно. С сентября того же года служил в составе 9-й кавалерийской дивизии на должностях помощника командира 50-го и 51-го кавалерийских полков, а в ноябре назначен на должность командира эскадрона в 53-м кавалерийском полку и участвовал в боевых действиях против войск под командованием генерала Н. П. Врангеля на территории Крыма, а также против вооруженных формирований под командованием Н. И. Махно и Ю. О. Тютюнника.

### Межвоенное время
После окончания войны Шестопалов продолжил служить в составе 9-й кавалерийской дивизии (Киевский военный округ) на должностях помощника командира 52-го кавалерийского полка и командира 51-го кавалерийского полка. В октябре 1925 года направлен на учёбу на кавалерийские курсы усовершенствования командного состава, дислоцированные в Новочеркасске, после окончания которых в сентябре 1926 года вернулся на прежнюю должность.
В декабре 1932 года Шестопалов был назначен на должность помощника командира 5-й кавалерийской дивизии имени М. Ф. Блинова, в мае 1935 года — на должность командира 26-й кавалерийской дивизии, а с сентября 1937 года исполнял должность командира 7-го кавалерийского корпуса (Киевский военный округ).
В мае 1938 года назначен на должность начальника Управления военно-конных заводов РККА, в июле 1940 года — на должность командира 65-го стрелкового корпуса, а в марте 1941 года — на должность командира 12-го механизированного корпуса (Прибалтийский военный округ).

### Великая Отечественная война
С началом войны корпус под командованием генерал-майора Шестопалова в составе 8-й армии принимал участие в боевых действиях в ходе приграничного сражения на Северо-Западном фронте, а также с 23 по 24 июня — в ходе фронтового контрудара по противнику западнее Шяуляя, в результате которого корпус понёс большие потери и был вынужден отступать на рубеж р. Западная Двина.
Во второй половине дня 27 июня оперативная группа штаба 12-го механизированного корпуса вместе с генерал-майором Шестопаловым, оставшись без прикрытия своих частей, была окружена в районе литовской деревни Барисяй (Barysiai) в 20 км северо-восточнее Шяуляя. Ранее считалось, что в этом бою он погиб. По другим данным, он не погиб, а в тяжелораненом состоянии захвачен в плен и 12 июля 1941 года умер от ран в госпитале лагеря для военнопленных Дулаг 102 города Шяуляй. Однако позднее установлено, что генерал Н. М. Шестопалов в этих боях получил тяжелое ранение (даты ранения по разным источникам разнятся — 27 июня, 28 июня и 12 июля), был взят в плен не позднее 12 июля и умер от ран в лагере военнопленных 6 августа 1941 года в Восточной Пруссии. Место захоронения неизвестно.

## Награды
- Орден Отечественной войны 1-й степени;
- Орден Красной Звезды (1936)
- Медаль «XX лет Рабоче-Крестьянской Красной Армии» (1938).